# SMS Kaiserin und Königin Maria Theresia
SMS Kaiserin und Königin Maria Theresia byl první postavený pancéřový křižník Rakousko-uherského námořnictva. Ve službě byl v letech 1895–1917. Účastnil se potlačení Boxerského povstání a první světové války. V jejím průběhu byl vyřazen a po válce předán v rámci reparací Velké Británii, která jej nechala sešrotovat.

## Stavba

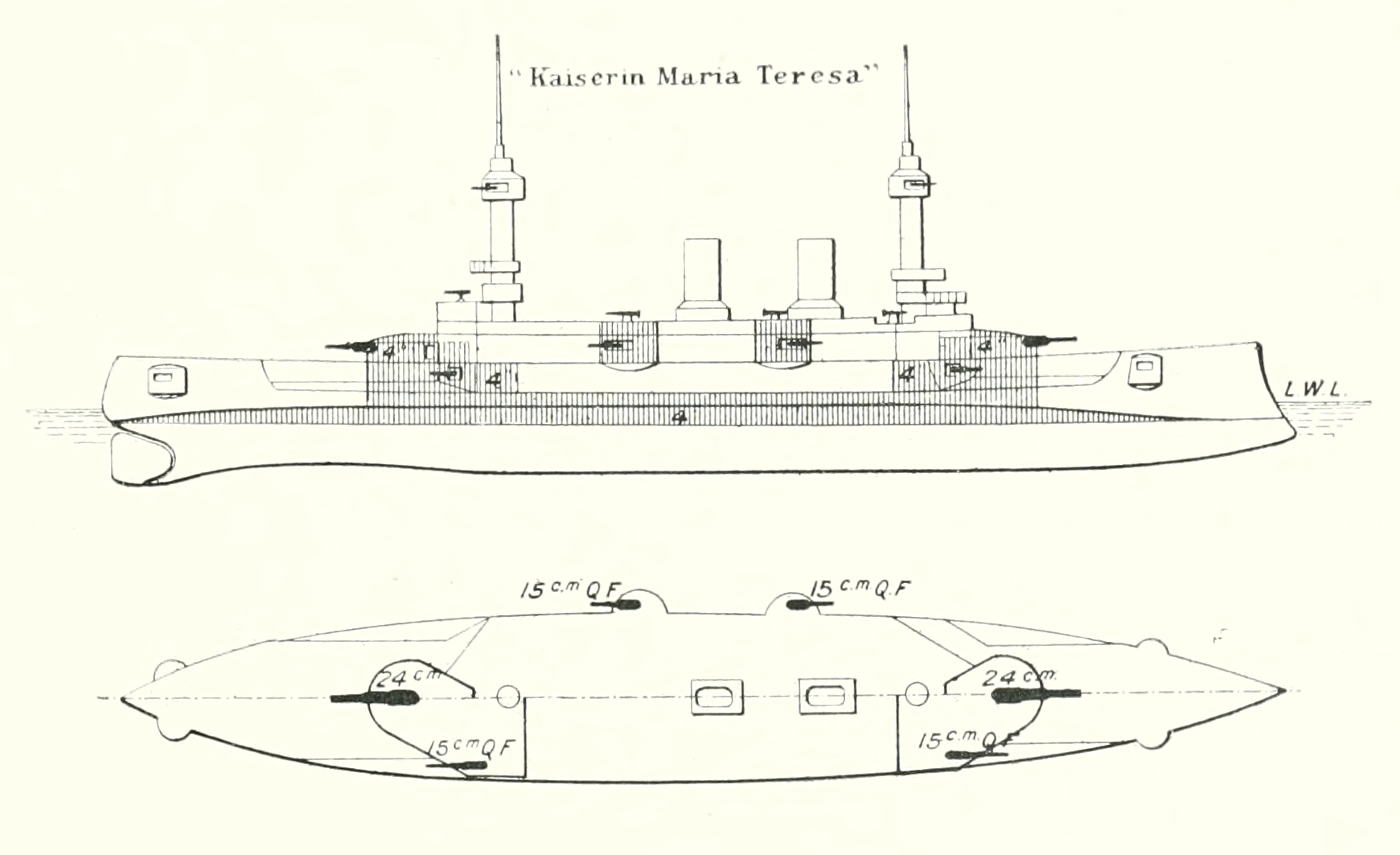
Nákres lodě

Postaven byl v letech 1891–1894 loděnicí Stabilimento Tecnico Triestino v Terstu. Autorem projektu lodi byl inženýr Josef Kuchinka, ředitel námořního arzenálu v Pule.

## Konstrukce

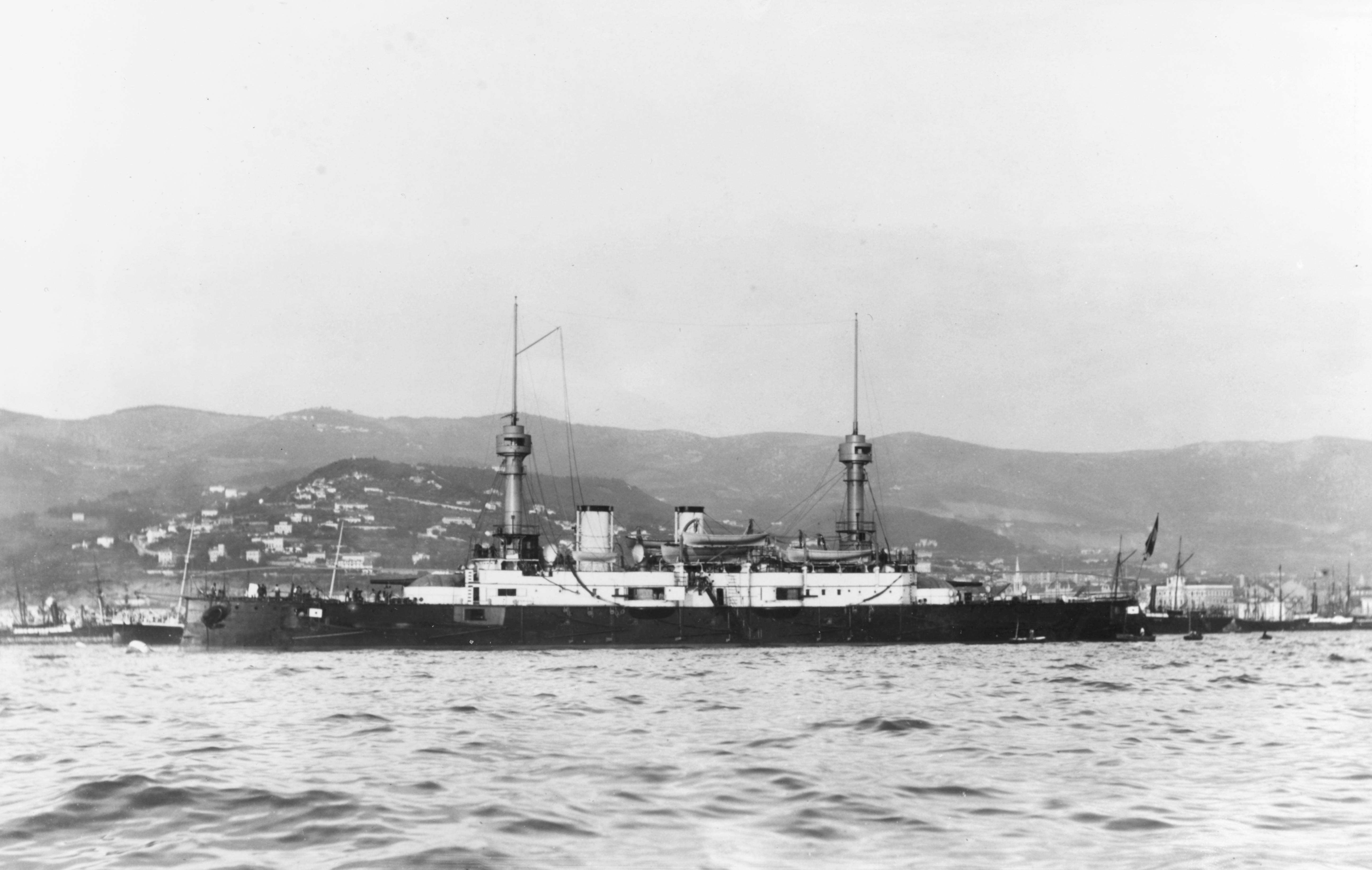
Kaiserin und Königin Maria Theresia

Hlavní výzbroj tvořila dvě Kruppova 240mm děla (délka hlavně 35 ráží) v barbetách na přídi a zádi lodi. Sekundární ráží bylo osm 150mm děl, které doplňovalo osmnáct 47mm děl, dvě bronzová 70mm děla (v člunech), dva kulomety a čtyři torpédomety (v přídi, zádi lodi a na obou bocích).
Při modernizaci byla 240mm děla nahrazena stejným počtem děl ráže 190 mm ze Škoda Plzeň, počet 47mm děl se snížil o čtyři a byl demontován i jeden z torpédometů.
Pancéřová paluba pokrývala celou délku lodi a skládala se ze dvou segmentů. Rovná část (3/5 délky lodě) o síle 37 mm byla 30 cm pod čárou ponoru. Boční části o síle 57 mm byly šikmé a na obšívku trupu se napojovaly 1,3 metru pod čarou ponoru. Prostor nad šikmou částí paluby vyplňovaly uhelné bunkry. Boční pancéřový pás z tvrzené oceli měl sílu 100 mm, délku 63 metrů a výšku 2,9 metru. Na koncích ho uzavíraly přepážky. V místech barbet věží a kasemat byl boční pás zvýšen až k hlavní palubě. Pancíř barbet měl sílu 100 mm a dosedal na pancéřovou palubu. Děla měla ocelové štíty. Kasematy měly 80mm pancéřování a 40mm silné pancéřové přepážky. Velitelská věž byla chráněna 50mm pancířem. Toto loď byla první velkou válečnou lodí rakousko-uherského válečného námořnictva, která byla postavena výhradně z pancéřových plechů Vítkovických železáren.

## Operační nasazení

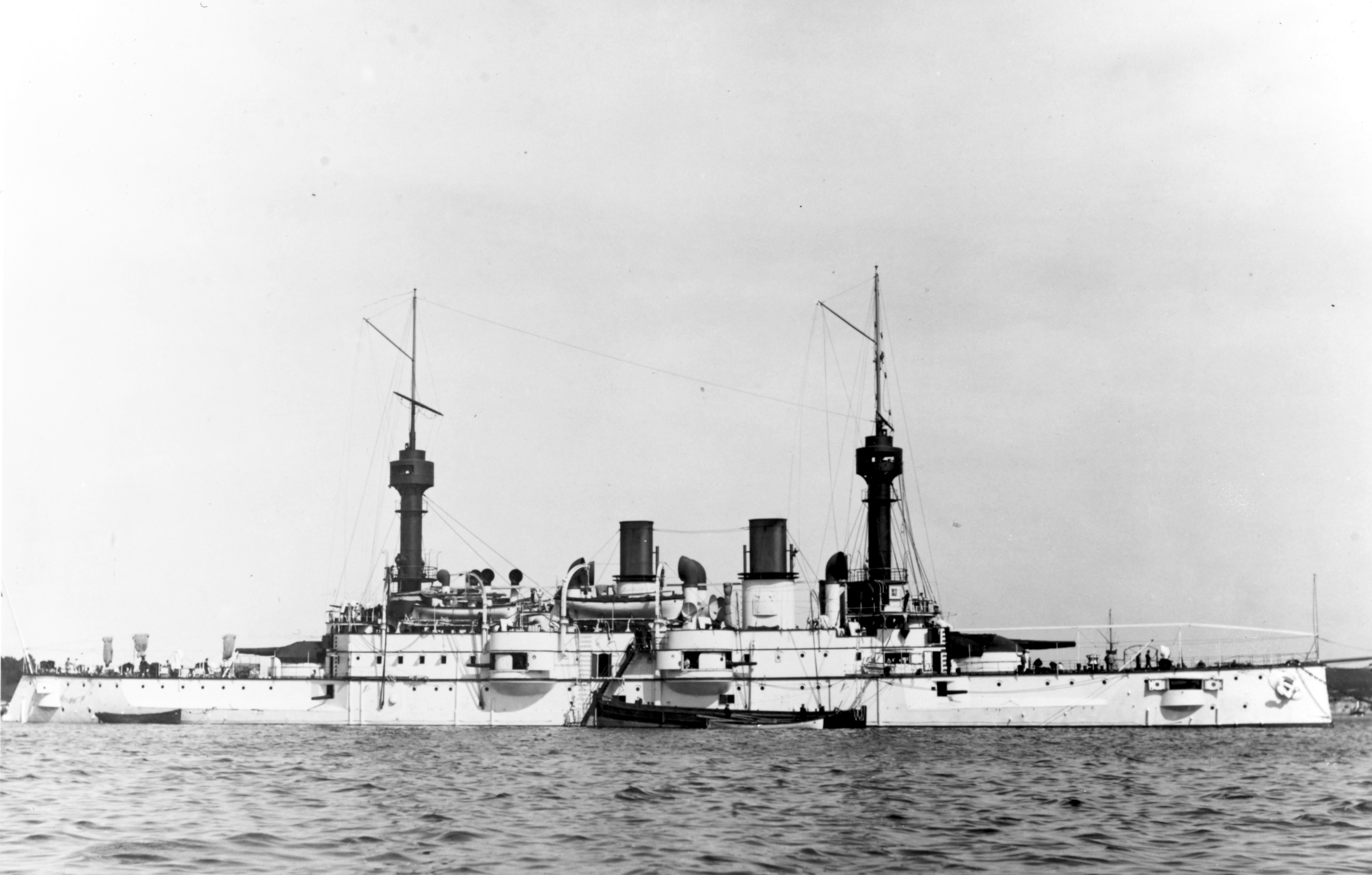
Kaiserin und Königin Maria Theresia

V letech 1900–1902 byl křižník Kaiserin und Königin Maria Theresia nasazen při potlačování Boxerského povstání v Číně, kdy byl vlajkovou lodí admirála Montecuccoliho. Z Rakousko-uherských lodí se na operacích podílely ještě křižníky SMS Kaiserin Elisabeth, SMS Zenta a SMS Aspern. V roce 1909 byla loď modernizována.
Křižník byl v aktivní službě ještě na počátku první světové války, jeho zastaralost ale nedovolila jeho použití v první linii. Zprvu sice tvořil společně s pancéřovými křižníky SMS Kaiser Karl VI. a SMS Sankt Georg první křižníkovou eskadru, oba novější křižníky ale operovaly bez něj, protože byl výrazně pomalejší. V únoru 1917 pak byl vyřazen z aktivní služby, odzbrojen a sloužil v Pule jako ubytovací loď pro posádky ponorek. Po válce loď připadla Velké Británii, která ji v roce 1920 nechala sešrotovat.